# Jugoslawische Eishockeyliga 1990/91
Die Saison 1990/91 war die 49. und letzte Spielzeit der jugoslawischen Eishockeyliga, der höchsten jugoslawischen Eishockeyspielklasse. Meister wurde zum insgesamt dritten Mal in der Vereinsgeschichte der KHL Medveščak Zagreb. Topscorer der Liga war der Russe Michail Anferow mit 71 Scorerpunkten.

## Endplatzierungen
1. KHL Medveščak Zagreb
2. HK Olimpija Ljubljana
3. HK Roter Stern Belgrad
4. HK Jesenice
5. HK Vojvodina Novi Sad
6. HK Bled
7. HK Spartak Subotica
8. HK Partizan Belgrad
9. KHL Mladost Zagreb
10. HK Slavija